# Фабіан Аларкон
Фабіан Ернесто Аларкон Рівера (ісп. Fabián Ernesto Alarcón Rivera; нар. 14 квітня 1947) — еквадорський державний і політичний діяч, двічі виконував обов'язки президента країни у 1997—1998 роках.

## Життєпис
Народився в родині дипломата. Закінчив Папський Католицький Університет Еквадору. 1970 року став радником мера Кіто, майбутнього президента Сіксто Дюрана Бальєна. Брав участь у роботі комісії з розробки нової конституції, яку було ухвалено на загальному референдумі 1978 року. У 1984—1988 роках обіймав посаду префекта провінції Пічинча, у 1991—1992 та 1995—1997 роках очолював Національний конгрес.

### Президентство
В результаті політичної кризи, спричиненої імпічментом президента Букарама, 6 лютого 1997 року Конгрес призначив Аларкона тимчасовим президентом замість віце-президента Розалії Артеаги, що суперечило чинній конституції. Утім, за три дні він передав пост останній, однак 11 лютого за підтримки армії знову зайняв пост глави держави. На президентських виборах 1998 року не висував власну кандидатуру.
1999 був заарештований за звинуваченням у корупції, але невдовзі звільнений.